# Войнаревич, Олег Агафонович
Олег Агафонович Войнаревич (1914 — ?) — директор каракулеводческого совхоза «Сараджинский» Министерства внешней торговли СССР, Тахта-Базарский район Марыйской области, Герой Социалистического Труда (15.09.1948).

## Биография
В 1940-е гг. директор каракулеводческого совхоза «Сараджинский», Тахта-Базарский район Марыйской области.
В 1950-е гг. начальник Гурьевского областного управления сельского хозяйства.
В 1970-е гг. начальник Главного управления каракулеводства МСХ Казахской ССР.
С 1980 или 1981 г. — на пенсии. Умер не ранее 1983 г.
Сочинения:
- Новое в технологии обработки каракульских смушек [Текст] : научное издание / О. А. Войнаревич, К. Я. Хамидбаев. — Алма-Ата : Кайнар, 1974. — 15 с.
- Альбом по бонитировке каракульских ягнят и товарной оценке шкурок [Текст] / Авт. О. А. Войнаревич, Ф. Ф. Канцев, И. А. Коротков. — Алма-Ата : Кайнар, 1980. — 174 с. : цв. ил.; 29 см.